# XOXO (película)
XOXO conocida en Hispanoamérica como  XOXO: La fiesta interminable, es el nombre de una película estadounidense de 2016 dirigida por Christopher Louie. Esta fue escrita por Dylan Meyer y la música estuvo a cargo por Aaron Drake. La película está protagonizada por Sarah Hyland, Graham Phillips, Brett DelBuono, Hayley Kiyoko, Colin Woodell, Ryan Hansen, Ione Skye y Chris D'Elia.
Se basa en la historia de jóvenes veinteañeros que viven la mayor experiencia de sus vidas al poder ingresar a XOXO, un festival de música. Fue lanzado el 26 de agosto de 2016 por Netflix.

## Sinopsis
Ethan es un joven DJ que publica su música en las redes sociales y finalmente es contratado para mezclar sus canciones en XOXO, el mayor festival de música del país. Después de tantos incidentes, logrará conocer al amor de su vida, reconocer el verdadero significado de la amistad e interactuar con jóvenes que no estaban satisfechos con sus relaciones y consigo mismos.

## Reparto
- Sarah Hyland como Krystal.
- Graham Phillips como Ethan.
- Brett DelBuono como Tariq.
- Hayley Kiyoko como Shanni.
- Colin Woodell  como Ray.
- Ryan Hansen como Avilo.
- Ione Skye como la madre de Ethan.
- Chris D'Elia como Neil.
- Ian Anthony Dale como Anders.
- Henry Zaga como Jordan.
- LaMonica Garret como Chopper.
- Brianne Howey como Darla.
- Medalion Rahimi como Nikki.
- Sam Aotaki como Chelsea.
- Peter Gilroy como Jayce.
- Scotty Dickert como Bo/Drug guy.
- Marci Miller como la chica Alien.

## Música

### Soundtrack
| XOXO (Music from the Netflix Original Film) |                                                          |                                         |          |  |
| N.º                                         | Título                                                   | Música                                  | Duración |  |
| 1.                                          | «Make Me Feel»                                           | Galantis and East & Young               | 3:27     |  |
| 2.                                          | «All I Ever Wanted»                                      | Michael Brun featuring Louie            | 4:13     |  |
| 3.                                          | «Song From the Sun»                                      | Yotto                                   | 3:57     |  |
| 4.                                          | «Momento»                                                | Mambo Brothers                          | 7:36     |  |
| 5.                                          | «Signal»                                                 | Zaxx                                    | 3:41     |  |
| 6.                                          | «Me & You»                                               | Alok featuring Iro                      | 5:27     |  |
| 7.                                          | «im Friends W 25 Letters of the Alphabet, I Dont Know Y» | graves & Dreamer                        | 2:57     |  |
| 8.                                          | «Beats Knockin (Jack Ü Remix)»                           | Skrillex & Diplo featuring Fly Boi Keno | 2:53     |  |
| 9.                                          | «Keep It 100» (Keys N Krates live version)               | Grandtheft & Keys N Krates              | 2:03     |  |
| 10.                                         | «Ding Dong»                                              | Hitchhiker                              | 2:36     |  |
| 11.                                         | «Indian Summer»                                          | Jai Wolf                                | 4:08     |  |
| 12.                                         | «You & Me» (Flume Remix)                                 | Disclosure & Eliza Doolittle            | 4:42     |  |
| 13.                                         | «Gold Dust»                                              | Galantis                                | 3:54     |  |
| 14.                                         | «Something About You» (ODESZA Remix)                     | Hayden James                            | 5:41     |  |
| 15.                                         | «One Last Night on Earth»                                | Dada Life                               | 3:50     |  |
| 16.                                         | «Home» (Lane 8 Remix)                                    | Icarus featuring & Aurora               | 7:47     |  |